# Albumy numer jeden w roku 1983 (Japonia)
Notowanie Weekly LP Chart (jap. 週間LPランキング Shūkan LP Chāto) przedstawia najlepiej sprzedające się LP w Japonii. Publikowane było przez magazyn Oricon Style, a dane skompletowane zostały przez Oricon w oparciu o cotygodniowe wyniki sprzedaży fizycznej LP. Poniżej znajdują się tabele prezentujące najpopularniejsze płyty w danych tygodniach w roku 1983.

## Oricon Weekly Album Chart
| Data            | Album                                                                                | Wykonawca              | Źródło |
| --------------- | ------------------------------------------------------------------------------------ | ---------------------- | ------ |
| 3 stycznia      | wstrzymanie publikacji                                                               | wstrzymanie publikacji | [ 1 ]  |
| 10 stycznia     | Seventeen                                                                            | Akina Nakamori         | [ 1 ]  |
| 17 stycznia     | Seventeen                                                                            | Akina Nakamori         | [ 1 ]  |
| 24 stycznia     | Variation (Hensōkyoku) (jap. バリエーション〈変奏曲〉)                               | Akina Nakamori         | [ 1 ]  |
| 31 stycznia     | Album (jap. あるばむ)                                                                | Naoko Kawai            | [ 1 ]  |
| 7 lutego        | EVE only                                                                             | Toshihiko Tahara       | [ 1 ]  |
| 14 lutego       | Another Page (jap. アナザー・ページ)                                                 | Christopher Cross      | [ 1 ]  |
| 21 lutego       | Another Page (jap. アナザー・ページ)                                                 | Christopher Cross      | [ 1 ]  |
| 28 lutego       | Another Page (jap. アナザー・ページ)                                                 | Christopher Cross      | [ 1 ]  |
| 7 marca         | REINCARNATION                                                                        | Yumi Matsutōya         | [ 1 ]  |
| 14 marca        | Yokan (jap. 予感)                                                                    | Miyuki Nakajima        | [ 1 ]  |
| 21 marca        | Yokan (jap. 予感)                                                                    | Miyuki Nakajima        | [ 1 ]  |
| 28 marca        | Yokan (jap. 予感)                                                                    | Miyuki Nakajima        | [ 1 ]  |
| 4 kwietnia      | Fantasy (Gensōkyoku) (jap. ファンタジー〈幻想曲〉)                                   | Akina Nakamori         | [ 1 ]  |
| 11 kwietnia     | Fantasy (Gensōkyoku) (jap. ファンタジー〈幻想曲〉)                                   | Akina Nakamori         | [ 1 ]  |
| 18 kwietnia     | Fantasy (Gensōkyoku) (jap. ファンタジー〈幻想曲〉)                                   | Akina Nakamori         | [ 1 ]  |
| 25 kwietnia     | Fantasy (Gensōkyoku) (jap. ファンタジー〈幻想曲〉)                                   | Akina Nakamori         | [ 1 ]  |
| 2 maja          | No Damage (14 no arifureta chaimu-tachi) (jap. No Damage (14のありふれたチャイム達)) | Motoharu Sano          | [ 1 ]  |
| 9 maja          | No Damage (14 no arifureta chaimu-tachi) (jap. No Damage (14のありふれたチャイム達)) | Motoharu Sano          | [ 1 ]  |
| 16 maja         | No Damage (14 no arifureta chaimu-tachi) (jap. No Damage (14のありふれたチャイム達)) | Motoharu Sano          | [ 1 ]  |
| 23 maja         | No Damage (14 no arifureta chaimu-tachi) (jap. No Damage (14のありふれたチャイム達)) | Motoharu Sano          | [ 1 ]  |
| 30 maja         | Ima, ushinawa reta mono o motomete (jap. 今、失われたものを求めて)                   | Chiharu Matsuyama      | [ 1 ]  |
| 6 czerwca       | Uwakinabokura (jap. 浮気なぼくら)                                                    | Yellow Magic Orchestra | [ 1 ]  |
| 13 czerwca      | Utopia (jap. ユートピア)                                                             | Seiko Matsuda          | [ 1 ]  |
| 20 czerwca      | Utopia (jap. ユートピア)                                                             | Seiko Matsuda          | [ 1 ]  |
| 27 czerwca      | MELODIES                                                                             | Tatsurō Yamashita      | [ 1 ]  |
| 4 lipca         | MELODIES                                                                             | Tatsurō Yamashita      | [ 1 ]  |
| 11 lipca        | Plumeria no densetsu (jap. プルメリアの伝説)                                         | ścieżka dźwiękowa      | [ 1 ]  |
| 18 lipca        | Kirei (jap. 綺麗)                                                                    | Southern All Stars     | [ 1 ]  |
| 25 lipca        | Kirei (jap. 綺麗)                                                                    | Southern All Stars     | [ 1 ]  |
| 1 sierpnia      | Nami ni kieta Love Story (jap. 波に消えたラブ・ストーリー)                           | Toshihiko Tahara       | [ 1 ]  |
| 8 sierpnia      | Kirei (jap. 綺麗)                                                                    | Southern All Stars     | [ 1 ]  |
| 15 sierpnia     | Flashdance (jap. フラッシュダンス)                                                   | ścieżka dźwiękowa      | [ 1 ]  |
| 22 sierpnia     | NEW AKINA Etranger (jap. NEW AKINA エトランゼ)                                       | Akina Nakamori         | [ 1 ]  |
| 29 sierpnia     | NEW AKINA Etranger (jap. NEW AKINA エトランゼ)                                       | Akina Nakamori         | [ 1 ]  |
| 5 września      | Flashdance (jap. フラッシュダンス)                                                   | ścieżka dźwiękowa      | [ 1 ]  |
| 12 września     | Flashdance (jap. フラッシュダンス)                                                   | ścieżka dźwiękowa      | [ 1 ]  |
| 19 września     | Flashdance (jap. フラッシュダンス)                                                   | ścieżka dźwiękowa      | [ 1 ]  |
| 26 września     | Flashdance (jap. フラッシュダンス)                                                   | ścieżka dźwiękowa      | [ 1 ]  |
| 3 października  | Flashdance (jap. フラッシュダンス)                                                   | ścieżka dźwiękowa      | [ 1 ]  |
| 10 października | Flashdance (jap. フラッシュダンス)                                                   | ścieżka dźwiękowa      | [ 1 ]  |
| 17 października | Flashdance (jap. フラッシュダンス)                                                   | ścieżka dźwiękowa      | [ 1 ]  |
| 24 października | Flashdance (jap. フラッシュダンス)                                                   | ścieżka dźwiękowa      | [ 1 ]  |
| 31 października | Flashdance (jap. フラッシュダンス)                                                   | ścieżka dźwiękowa      | [ 1 ]  |
| 7 listopada     | Flashdance (jap. フラッシュダンス)                                                   | ścieżka dźwiękowa      | [ 1 ]  |
| 14 listopada    | Nemurenaijidai (jap. 眠れない時代)                                                   | Chiharu Matsuyama      | [ 1 ]  |
| 21 listopada    | Seiko・plaza                                                                         | Seiko Matsuda          | [ 1 ]  |
| 28 listopada    | Seiko・plaza                                                                         | Seiko Matsuda          | [ 1 ]  |
| 5 grudnia       | Colour by Numbers (jap. カラー・バイ・ナンバーズ)                                    | Culture Club           | [ 1 ]  |
| 12 grudnia      | VOYAGER                                                                              | Yumi Matsutōya         | [ 1 ]  |
| 19 grudnia      | Canary                                                                               | Seiko Matsuda          | [ 1 ]  |
| 26 grudnia      | Canary                                                                               | Seiko Matsuda          | [ 1 ]  |